# نادي الجزيرة (مرسي مطروح)
نادي الجزيرة الرياضي هو نادي رياضي مصري يقع مقره في مدينة مرسى مطروح في جمهورية مصر العربية. يشتهر النادي بشكل أساسي بفريق كرة القدم، والذي يلعب حاليًا في دوري الدرجة الثانية المصري، ثاني أعلى دوري في نظام دوريات كرة القدم المصرية. يعتبر نادي الجزيرة ثالث نادي يشارك في دوري الدرجة الثانية المصري بعد نادي الرجاء، ونادي الحمام.

## التاريخ
في عام 2016 تقدم حمدي حفيظ إلي إنتخابات رئاسة نادي الجزيرة في سن 27 سنه، ونجح بالفوز بالإنتخابات، وكان نادي الجزيرة ينافس على البقاء بدوري القسم الثالث، ولكن في نهاية نجح النادي في الحصول علي المركز الخامس. وفي موسم 2017-18 صعد نادي الجزيرة لدوري القسم الثاني، لأول مرّه في تاريخ النادي، وفي موسم 2019-20، صعد نادي الجزيرة لمرة الثانية إلي دوري القسم الثاني بعد تصدر مجموعته.
وفي عام 2018، شارك نادي الجزيرة في كأس مصر لأول مرة وواجه في دور ال32 النادي المصري وأستطاع الفوز عليه بنتيجة 2-1 حيث أحرز الأهداف حسام الدين خليل في الدقيقة 59 وأحمد رفعت في الدقيقة 94 في حين أحرز هدف المصري الاعب عمرو موسى في الدقيقة 21 من ضربة جزء، ثم قابل نادي بتروجيت في دور ال 16 ولكن أنهزم بضربات الجزاء الترجيحية بعد إنتهاء المبارة بالتعادل الإيجابي 1-1، حيث أحرز هدف الجزيرة الاعب أحمد رفعت في الدقيقة 14، في حين أحرز هدف بتروجيت الاعب أحمد رؤوف. وفي عام 2019، شارك الجزيرة لمرة الثانية في كأس مصر، وشارك من دورال32 حيث أنهزم من نادي المقاولون العرب بهدفين دون رد.
وفي موسم 2017-2018 دعم محافظ مطروح السابق علاء أبو زيد نادي الجزيرة بمبلغ 250 ألف جنية، ثم دعم المحافظ الجديد في الموسم التالي النادي بمبلغ 250 ألف جنية. وفي عام 2020، دعم محافظ مطروح اللواء خالد شعيب نادي الجزيرة ب200 ألف جنية لأستكمال مسيرة النادي في دوري القسم الثاني.

## اللاعبين

### تشكيلة الفريق
اعتباراً من 1 ديسمبر 2020.
ملاحظة: تشير الأعلام إلى المنتخب الوطني على النحو المحدد في قواعد الأهلية للفيفا. قد يحمل اللاعبون أكثر من جنسية واحدة غير تابعة للفيفا.
| الرقم | البلد | المركز | اللاعب          |
| ----- | ----- | ------ | --------------- |
|       | مصر   | مدافع  | أحمد علي حسن    |
|       | مصر   |        | أحمد هريسة      |
|       | مصر   |        | أحمد رفعت       |
|       | مصر   |        | حسام الدين خليل |
|       | مصر   |        | عبيد علي        |

## مشاركات
- الدوري المصري القسم الثاني: 2018–19، 2020–21.[10]
- كأس مصر: 2017–18، 2018–19، 2019–20.[10]

## الرؤساء
| الاسم                  | من   | إلي    | المراجع |
| ---------------------- | ---- | ------ | ------- |
| حمدي حفيظ محمد الجميعي | 2016 | الحالي | [ 4 ]   |